# Porto Viro
Porto Viro ist eine norditalienische Gemeinde (comune) mit 13.755 Einwohnern (Stand 31. Dezember 2023) in der Provinz Rovigo in Venetien. Die Gemeinde entstand 1995 durch den Zusammenschluss der Gemeinden Contarina und Donada. Die Gemeinde selbst liegt an der Pomündung zur Adria hin. Porto Viro liegt etwa 45 Kilometer südlich von Venedig und 35 Kilometer östlich von Rovigo.
Der Parco regionale del Delta del Po berührt auch das Gemeindegebiet.

## Verkehr
Die Gemeinde wird durchquert von der Strada Statale 309 Romea (hier streckengleich mit der Europastraße 55).

## Städtepartnerschaft
Partnerstadt von Porto Viro ist Veranópolis im brasilianischen Bundesstaat Rio Grande do Sul.

## Persönlichkeiten
- Vigor Bovolenta (1974–2012), Volleyballspieler

## Einzelnachweise

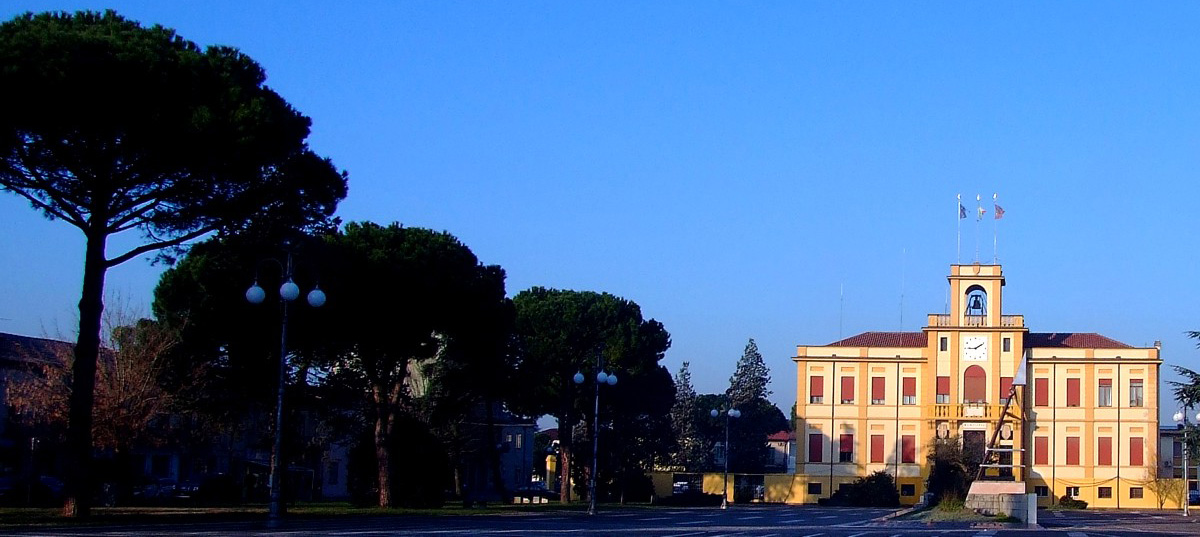
Piazza della Repubblica mit Rathaus